# Kuwana
Kuwana (Japans: 桑名市, Kuwana-shi) is een havenstad in de prefectuur Mie in Japan. De oppervlakte van de stad is 136,68 km² en eind 2020 had de stad bijna 139.000 inwoners. De rivieren Kiso, Nagara en Ibi stromen door deze noordelijkste stad aan de baai van Ise.

## Geschiedenis

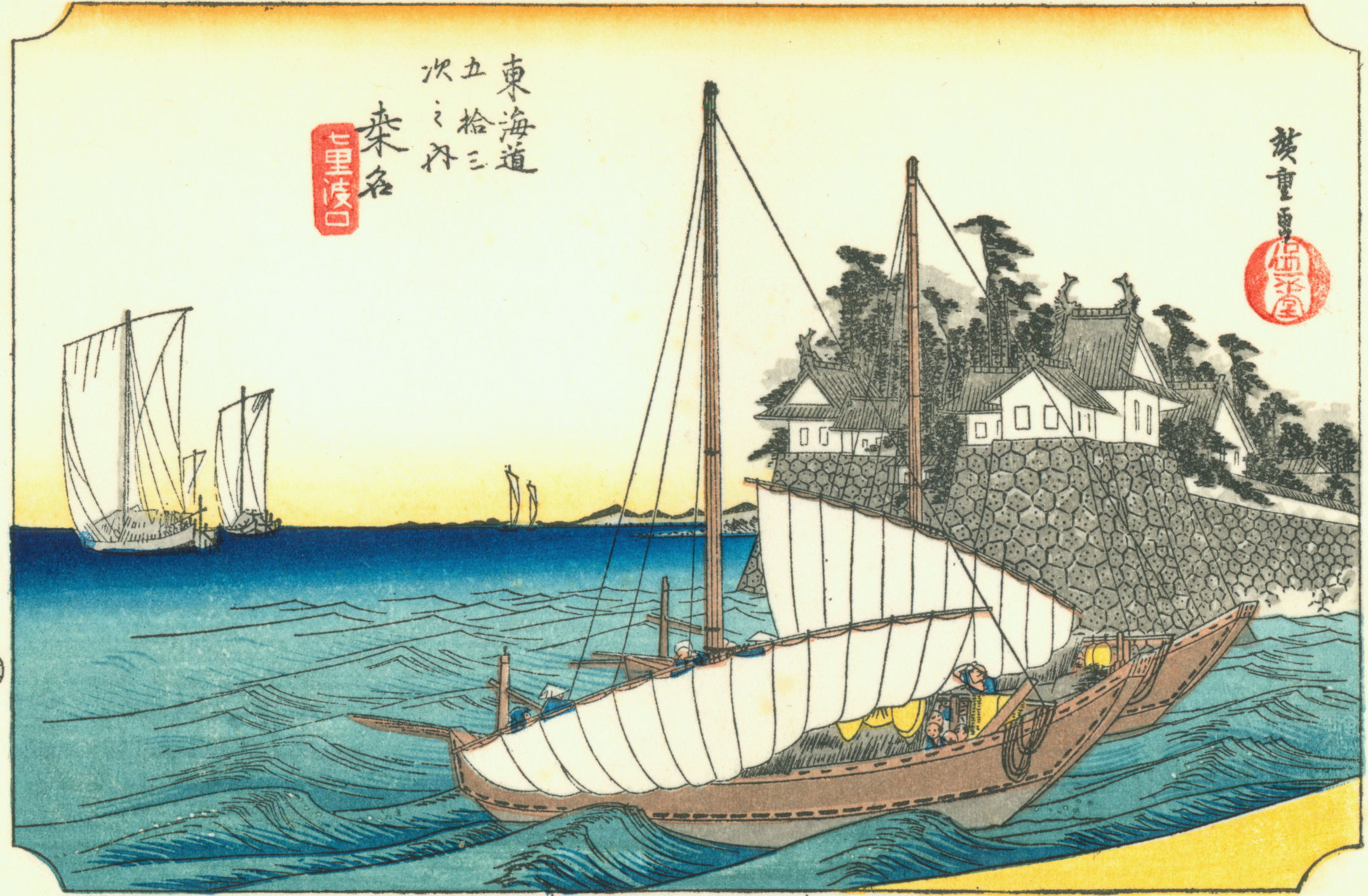
Hiroshige: 53 Halteplaatsen van de Tōkaidō: Kuwana

Kuwana was in de Edoperiode een halteplaats aan de Tōkaidō.
Kuwana werd op 1 april 1937 een stad (shi).
Op 17 en 24 juli 1945 werd de stad zwaar gebombardeerd door Amerikaanse B29 bommenwerpers.
Op 1 maart 1951 werd Kuwana uitgebreid met drie dorpen; op 1 februari 1955 met twee dorpen en op 1 september 1956 met één dorp.
Op 6 december 2004 werd de stad uitgebreid met de gemeentes Tado (多度町, Tado-chō) en Nagashima (長島町, Nagashima-chō).

## Verkeer
Kuwana ligt aan de Kansai-hoofdlijn van de Central Japan Railway Company, aan de Nagoya-lijn van de Kintetsu (Kinki Nippon Tetsudō), aan de Yōrō-lijn van de Yōrō Spoorwegmaatschappij en aan de Hokusei-lijn van de Sangi Spoorwegmaatschappij.
Kuwana ligt aan de Higashi-Meihan-autosnelweg Isewangan-autosnelweg en aan de autowegen 1, 23, 258 en 421.

## Recreatie

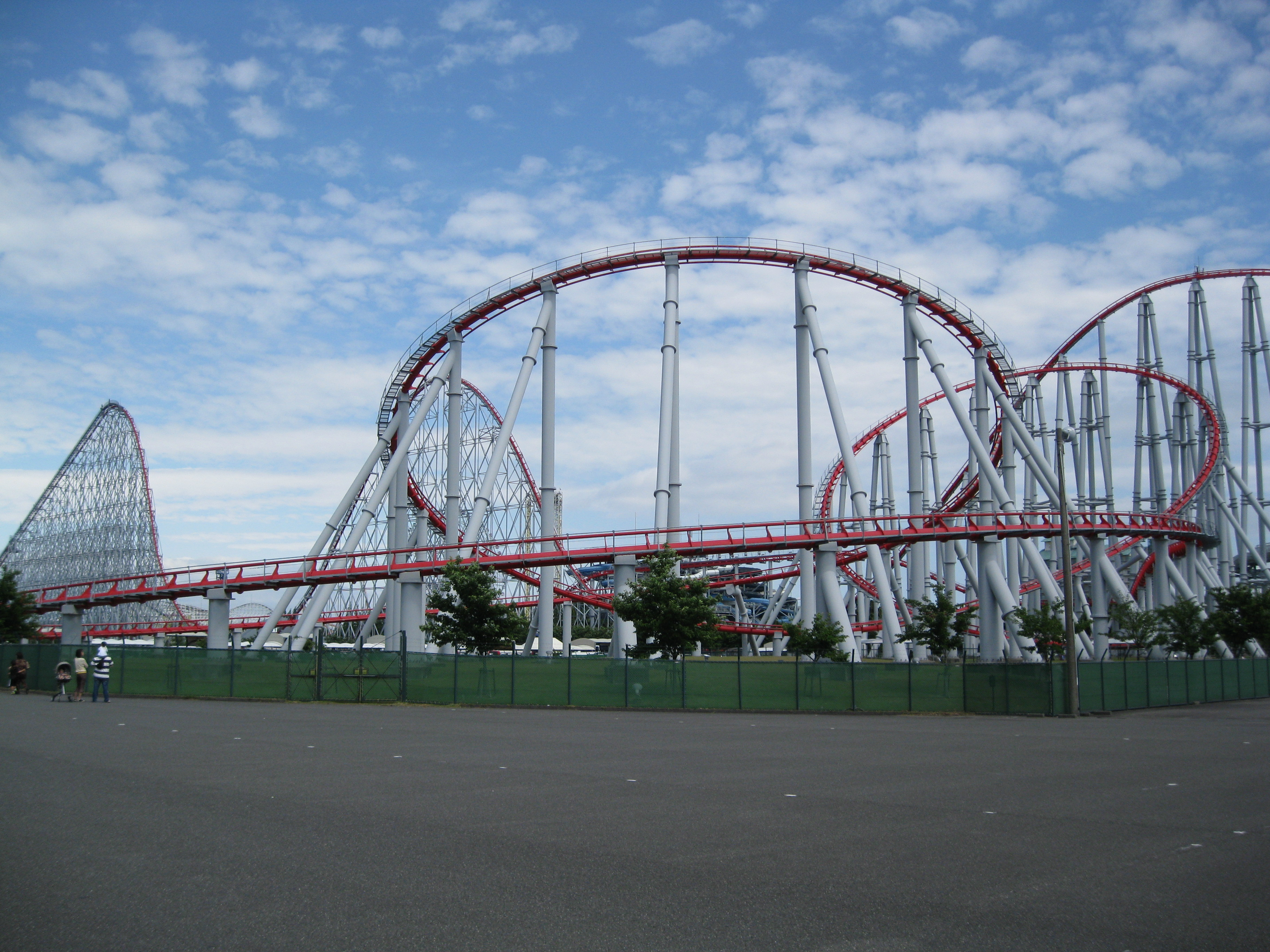
De Steel Dragon 2000

In Kuwana bevindt zich het attractiepark Nagashima Spa Land. Een van de attracties is de stalen achtbaan Steel Dragon 2000. Dit is sinds het jaar 2000 de langste achtbaan ter wereld.

## Aangrenzende steden
- Inabe
- Yokkaichi
- Aisai
- Yatomi
- Kaizu

## Zustersteden
- Tomamae sinds september, 1981
- Gyoda sinds 9 november, 1998
- Shirakawa sinds 9 november, 1998

## Geboren in Kuwana
- Tatsumi Naofumi (立見 尚文, Tatsumi Naofumi) - (1845-1907), samurai, later generaal in het Japanse keizerlijke leger
- Toshihiko Seko (瀬古利彦, Seko Toshihiko) - (1956), marathon- en langeafstandsloper
- Hirooki Goto (後藤洋央紀, Gotō Hirooki) - (1979), worstelaar
- Tsugio Matsuda (松田 次生, Matsuda Tsugio) - (1979), coureur